# Biblioteka Narodowa Republiki Sacha (Jakucja)
Biblioteka Narodowa Republiki Sacha (Jakucja) – biblioteka w północno-wschodniej części Federacji Rosyjskiej w Jakucku.

## Historia
14 września 1925 roku Rada Komisarzy Ludowych Jakuckiej ASRR na rozszerzonym posiedzeniu uchwaliła powstanie Jakuckiej Państwowej Biblioteki Narodowej.
W latach 1935–1938 biblioteka nosiła imię Iwana Nikołajewicza Winokurowa.
W 1938 roku bibliotekę przekształcono w Jakucką  Bibliotekę Centralną (Jakutskuju gosudarstwiennuju centralnuju bibliotieku), a w 1942 roku w Państwową Bibliotekę Naukową JASRR. W 1949 roku z okazji 100 rocznicy urodzin Puszkina bibliotece nadano jego imię. W 1990 roku otrzymała status biblioteki narodowej.
Filiami biblioteki są: Centrum Dzieci i Młodzieży oraz istniejące od 2002 roku Centrum Michaiła Jefimowicza Nikołajewa, które powstało we wsi Oktomcy z której pochodził  pierwszy prezydent Republiki Sacha (Jakucja).

## Budynek
Do 1973 roku biblioteka mieściła się w budynku zbudowanym w latach 1907–1911 dla biblioteki publicznej. Projektantem gmachu był polski architekt Klemens Leszewicz, który w latach 1907–1913 pełnił funkcję architekta obwodowego w Jakucku. Z powodu problemów z fundamentami budynek przez 10 lat stał opuszczony. Wyremontowano go w latach 1996–2003. Po otwarciu w zabytkowym budynku umieszczono oddział zbiorów regionalnych (otdieł obsłużywanija nacyonalno-krajewiedczeskimi fondami) i Centrum Badań Zabytkowych książek (Nauczno-issledowatielskij centr kniżnych pamiatnikow). Służył on też czytelnikom podczas remontu nowego budynku biblioteki.
W 1973 roku biblioteka przeprowadziła się do nowego gmachu. W 2022 roku został on wyremontowany. Za 40 mln rubli przeprowadzono remont w magazynie książek o powierzchni 760 m². W całym budynku wyremontowano podłogi i łazienki, pomalowano ściany. Została wymieniona instalacja elektryczna, wentylacja i zamontowano energooszczędne lampy.

## Zbiory
Zbiory biblioteki liczą 1,8 miliona woluminów, w tym unikalne zbiory w języku jakuckim i językach rdzennej ludności Północy.

## Egzemplarz obowiązkowy
W 1927 roku biblioteka otrzymała prawo do otrzymywania  egzemplarza obowiązkowego druków lokalnych, a od 1931 roku bezpłatnego obowiązkowego druków wydawanych na terenie ZSRR. Przepisy zmieniono w 1949 roku ograniczając do literatury wydawanej na terenie całego kraju, a dotyczącej tematyki związanej z Jakucją.
Obecnie biblioteka ma prawo do bezpłatnego egzemplarza obowiązkowego druków z terenu Republiki i płatnego druków z terenu całego kraju związanych z Jakucją. Od 2017 roku także druków wydanych w formie cyfrowej.

## Nagrody
- 2001: Biblioteka została laureatem konkursu Okno na Rosję (Okno w Rossiju) zyskując tytuł biblioteki 2001 roku[17]